# Cody Ceci
Cody Ceci (Ottawa, 21 dicembre 1993) è un hockeista su ghiaccio canadese.

## Carriera
Dopo essere cresciuto tra le file dei Peterborough Stars, ha militato in OHL con gli Ottawa 67's dal 2009 al 2013. Nella stagione 2012/13 ha anche vestito la maglia dell'Owen Sound Attack.
Dal 2012 al 2014 ha giocato in AHL con i Binghamton Senators, mentre dal 2013/14 gioca in NHL con gli Ottawa Senators.
In ambito internazionale, con la nazionale canadese, ha conquistato la medaglia d'oro ai campionati mondiali 2016.

## Palmarès

### Mondiali
- 1 medaglia:
  - 1 oro (Russia 2016)